# (38622) 2000 AZ230
2000 أي زد 230 (ويعرف أيضًا باسم (38622) 2000 أي زد 230 وفق تسمية الكوكب الصغير) (بالإنجليزية: 2000 AZ230)‏ هو كويكب ضمن حزام الكويكبات؛ وترتيبه 38622 من حيث الاكتشاف.
اكتُشف هذا الجُرم الفلكي بواسطة مرصد لويل للبحث عن الأجرام القريبة من الأرض في 4 يناير 2000.

## وصلات خارجية
- (38622) 2000 AZ230 في قاعدة بيانات مختبر الدفع النفاث لأجرام النظام الشمسي الصغيرة

- الاكتشاف · مخطط المدار ·  العناصر المدارية · المعلمات المادية

- (38622) 2000 AZ230 على موقع ويكي سكاي: DSS2, SDSS, GALEX, IRAS, Hydrogen α, X-Ray, Astrophoto, Sky Map, Articles and images